# Pete Way
Peter Frederick "Pete" Way, född 7 augusti 1951 i Enfield i London, död 14 augusti 2020 i Enfield i London, var en brittisk basist och medlem i rockbanden UFO och Waysted. Han spelade tidigare i Fastway och med Ozzy Osbourne. Därtill gav han ut tre soloalbum.

## Diskografi, solo
- 2000 – Amphetamine
- 2002 – Alive in Cleveland
- 2004 – Acoustic Animal